# Diadumenidae
Famille
Synonymes
- Haliplanellidae Hand, 1956[1]

Les Diadumenidae sont une famille d'anémones de mer.

## Liste des genres
Selon World Register of Marine Species (17 avril 2021) :
- genre Diadumene Stephenson, 1920

## Publication originale
- (en) T. A. Stephenson, « On the Classification of Actiniaria - Part I - Forms with Acontia and Forms with a Mesoglœal Sphincter », Quarterly journal of microscopical science, Londres, Clarendon Press et inconnu, vol. 64, no 256,‎ juillet 1920, p. 425-572 (ISSN 0370-2952, OCLC 1763236, lire en ligne).